# Canaan (Indiana)
Canaan es un lugar designado por el censo ubicado en el condado de Jefferson en el estado estadounidense de Indiana. En el Censo de 2010 tenía una población de 90 habitantes y una densidad poblacional de 112,09 personas por km².

## Geografía
Canaan se encuentra ubicado en las coordenadas 38°51′55″N 85°18′3″O / 38.86528, -85.30083. Según la Oficina del Censo de los Estados Unidos, Canaan tiene una superficie total de 0.8 km², de la cual 0.8 km² corresponden a tierra firme y (0.32%) 0 km² es agua.

## Demografía
Según el censo de 2010, había 90 personas residiendo en Canaan. La densidad de población era de 112,09 hab./km². De los 90 habitantes, Canaan estaba compuesto por el 94.44% blancos, el 0% eran afroamericanos, el 0% eran amerindios, el 0% eran asiáticos, el 0% eran isleños del Pacífico, el 0% eran de otras razas y el 5.56% pertenecían a dos o más razas. Del total de la población el 1.11% eran hispanos o latinos de cualquier raza.